# Andrew Little
Andrew Little (New Plymouth, 7 de maig de 1965) és un polític neozelandès i diputat de la Cambra de Representants de Nova Zelanda, expresident del Partit Laborista entre el 2009 i 2011. Va ser el secretari en cap del sindicat més gran de Nova Zelanda, l'Engineering, Printing and Manufacturing Union (EPMU).

## Inicis
Little va néixer a New Plymouth i allí va anar a l'Escola Secundària de Nois de New Plymouth (New Plymouth Boys' High School). Va ser estudiant a la Universitat Victòria de Wellington en la dècada de 1980, on estudià dret, filosofia i polítiques públiques. Va ser guanyar les eleccions per a president de l'Associació Estudiantil de la Universitat Victòria de Wellington i després seria president entre el 1988 i 1989 del Sindicat d'Associacions Estudiantils de Nova Zelanda. Al graduar-se va acceptar un treball com a advocat al Sindicat d'Enginyers. El 1997 va ser nomenat l'advocat en cap d'aquest sindicat. Dos anys més tard va ser nomenat assistent del secretari nacional del sindicat i va ser elegit secretari nacional quan Rex Jones va dimitar el 2000.

## President
El 2 de març de 2009 va ser anunciat que Little era el nou president del Partit Laborista. Va ocupar aquest càrrec fins al 2011, quan va començar a ser diputat.

## Diputat
| Parlament de Nova Zelanda |      |                |        |           |
| Anys                      | Leg. | Circumscripció | Llista | Partit    |
| 2011-actualitat           | 50   | Llista         | 15     | Laborista |

Fou candidat en les eleccions de 2011 a la circumscripció electoral de New Plymouth. El diputat aleshores de la circumscripció era Jonathan Young del Partit Nacional. Little perdé amb el 40,41% del vot contra el 53,31% del vot de Young. La majoria de Young era de 4.270 vots dels 33.095 vots vàlids emesos. Tot i perdre, degut al sistema electoral de representació proporcional mixta i l'alt posicionament de Little a la llista electoral del Partit Laborista (quinzè), Little va esdevenir diputat a la Cambra de Representants de Nova Zelanda.